# Okres Dorneck
Okres Dorneck (německy Bezirk Dorneck) je jedním z 10 okresů v kantonu Solothurn ve Švýcarsku. Administrativním centrem okresu je Dornach.

## Geografie
Okres Dorneck se nachází v nejsevernější části kantonu Solothurn. Jeho územní exkláva, složená celkem z 5 obcí (Bättwil, Hofstetten-Flüh, Metzerlen-Mariastein, Rodersdorf a Witterswil), sousedí s Francií. Většina povrchu okresu je hornatá.

## Seznam obcí
| Znak                 | Název obce           | Počet obyvatel (31. 12. 2022) | Rozloha (km²) | Hustota zalidnění (obyv./km²) |
| -------------------- | -------------------- | ----------------------------- | ------------- | ----------------------------- |
| Bättwil              | Bättwil              | 1169                          | 1,67          | 700                           |
| Büren                | Büren                | 1066                          | 6,23          | 171                           |
| Dornach              | Dornach              | 6795                          | 5,79          | 1174                          |
| Gempen               | Gempen               | 923                           | 5,99          | 154                           |
| Hochwald             | Hochwald             | 1273                          | 8,35          | 152                           |
| Hofstetten-Flüh      | Hofstetten-Flüh      | 3353                          | 7,52          | 446                           |
| Metzerlen-Mariastein | Metzerlen-Mariastein | 946                           | 8,48          | 112                           |
| Nuglar-St. Pantaleon | Nuglar-St. Pantaleon | 1542                          | 6,34          | 243                           |
| Rodersdorf           | Rodersdorf           | 1382                          | 5,35          | 258                           |
| Seewen               | Seewen               | 1065                          | 16,31         | 65                            |
| Witterswil           | Witterswil           | 1446                          | 2,67          | 542                           |
| Celkem (11)          | Celkem (11)          | 20 960                        | 74,70         | 281                           |